# Przekaz pieniężny
Przekaz pieniężny – usługa płatnicza polegająca na przyjęciu środków pieniężnych (gotówki) przez podmiot do tego uprawniony i ich przekazaniu wskazanemu przez płatnika odbiorcy. Do realizacji tego typu transferu pieniądza nie jest potrzebne posiadanie przez płatnika rachunku płatniczego.
Usługa przekazu pieniężnego została zaliczona do usług płatniczych zdefiniowanych w ustawie z dnia 19 sierpnia 2011 r. o usługach płatniczych, w związku z tym może być ona świadczona wyłącznie przez dostawców usług płatniczych, o których mówi art. 4 ust. 2 tej ustawy. Mogą to być wyłącznie:
- bank krajowy w rozumieniu art. 4 ust. 1 pkt 1 ustawy – Prawo bankowe;
- oddział banku zagranicznego w rozumieniu art. 4 ust. 1 pkt 20 ustawy – Prawo bankowe;
- instytucja kredytowa w rozumieniu art. 4 ust. 1 pkt 17 ustawy – Prawo bankowe i odpowiednio oddział instytucji kredytowej w rozumieniu art. 4 ust. 1 pkt 18 ustawy – Prawo bankowe;
- instytucja pieniądza elektronicznego;
- oddział podmiotu świadczącego w innym niż Rzeczpospolita Polska państwie członkowskim, zgodnie z prawem tego państwa, pocztowe usługi płatnicze, uprawnionego zgodnie z prawem tego państwa do świadczenia usług płatniczych oraz Poczta Polska Spółka Akcyjna w zakresie, w jakim odrębne przepisy upoważniają ją do świadczenia usług płatniczych;
- instytucja płatnicza;
- Europejski Bank Centralny, Narodowy Bank Polski (NBP), oraz bank centralny innego państwa członkowskiego – gdy nie działają w charakterze władz monetarnych lub organów administracji publicznej;
- organ administracji publicznej;
- spółdzielcza kasa oszczędnościowo-kredytowa lub Krajowa Spółdzielcza Kasa Oszczędnościowo-Kredytowa w rozumieniu ustawy z dnia 5 listopada 2009 r. o spółdzielczych kasach oszczędnościowo-kredytowych (Dz.U. z 2025 r. poz. 379) – w zakresie, w jakim odrębne przepisy uprawniają je do świadczenia usług płatniczych, zwane „kasą oszczędnościowo-kredytową”;
- biuro usług płatniczych.

Przykładowo usługę tego typu świadczy np. Poczta Polska poprzez realizację przekazu pocztowego, Bank Pocztowy poprzez realizację usługi Giro Płatność, InPost Finanse poprzez usługę przekaz pieniężny, a w przypadku przekazów transgranicznych np. Western Union.
Kategorią dostawców usług płatniczych, która nie może świadczyć innej usługi płatniczej poza usługą przekazu pieniężnego jest biuro usług płatniczych.